# Stenectoneura mallee
Stenectoneura mallee är en kackerlacksart som beskrevs av Morgan Hebard 1943. Stenectoneura mallee ingår i släktet Stenectoneura och familjen småkackerlackor. Inga underarter finns listade i Catalogue of Life.